# 음력 9월 23일
음력 9월 23일은 음력 9월의 23번째 날이다.

## 문화
- 1990년 - 대한민국 최초의 축구 전용구장인 포항 축구 전용구장 개장.
- 2001년 - 전주월드컵경기장 개장.
- 2012년 - 대한민국 대구광역시, 경상북도 일부지역에서의 지상파 아날로그 텔레비전 방송 종료.

## 탄생
- 1901년 - 대한민국의 조각가 김복진.
- 1977년 - 대한민국의 배우 소지섭.

## 같이 보기
- 음력 360일: 1월 2월 3월 4월 5월 6월 7월 8월 9월 10월 11월 12월
- 전날:9월 22일 다음날:9월 24일 - 전달:8월 23일 다음달:10월 23일
- 양력:9월 23일
- 음력, 윤달